# Epiwubana jucunda
Genre
Espèce
Epiwubana jucunda, unique représentant du genre Epiwubana, est une espèce d'araignées aranéomorphes de la famille des Linyphiidae.

## Distribution
Cette espèce est endémique de la région de Valparaíso au Chili,. Elle se rencontre à Las Palmas de Ocoa dans la province de Quillota.

## Description
Le mâle holotype mesure 1,8 mm.

## Publication originale
- Millidge, 1991 : Further linyphiid spiders (Araneae) from South America. Bulletin of the American Museum of Natural History, no 205, p. 1-199 (texte intégral).